# Sojuz TM-15
Sojuz TM-15 je označení ruské kosmické lodi, ve které odstartovala mise ke ruské kosmické stanici Mir. Byla to 15. expedice k Miru.

## Posádka

### Startovali
- Anatolij Solovjov (3)
- Sergej Avdějev (1)
- Michel Tognini (1) CNES, ESA

### Přistáli
- Anatolij Solovjov (3)
- Sergej Avdějev (1)

V závorkách je uveden dosavadní počet letů do vesmíru včetně této mise.